# Missy Hyatt
Melissa Ann Hiatt (Tallahassee, 16 ottobre 1963) è una manager e valletta di wrestling statunitense nota come Missy Hyatt. È principalmente conosciuta per il lavoro svolto negli anni ottanta-novanta per le federazioni World Championship Wrestling ed Extreme Championship Wrestling.

## Carriera

### World Class & Universal Wrestling Federation

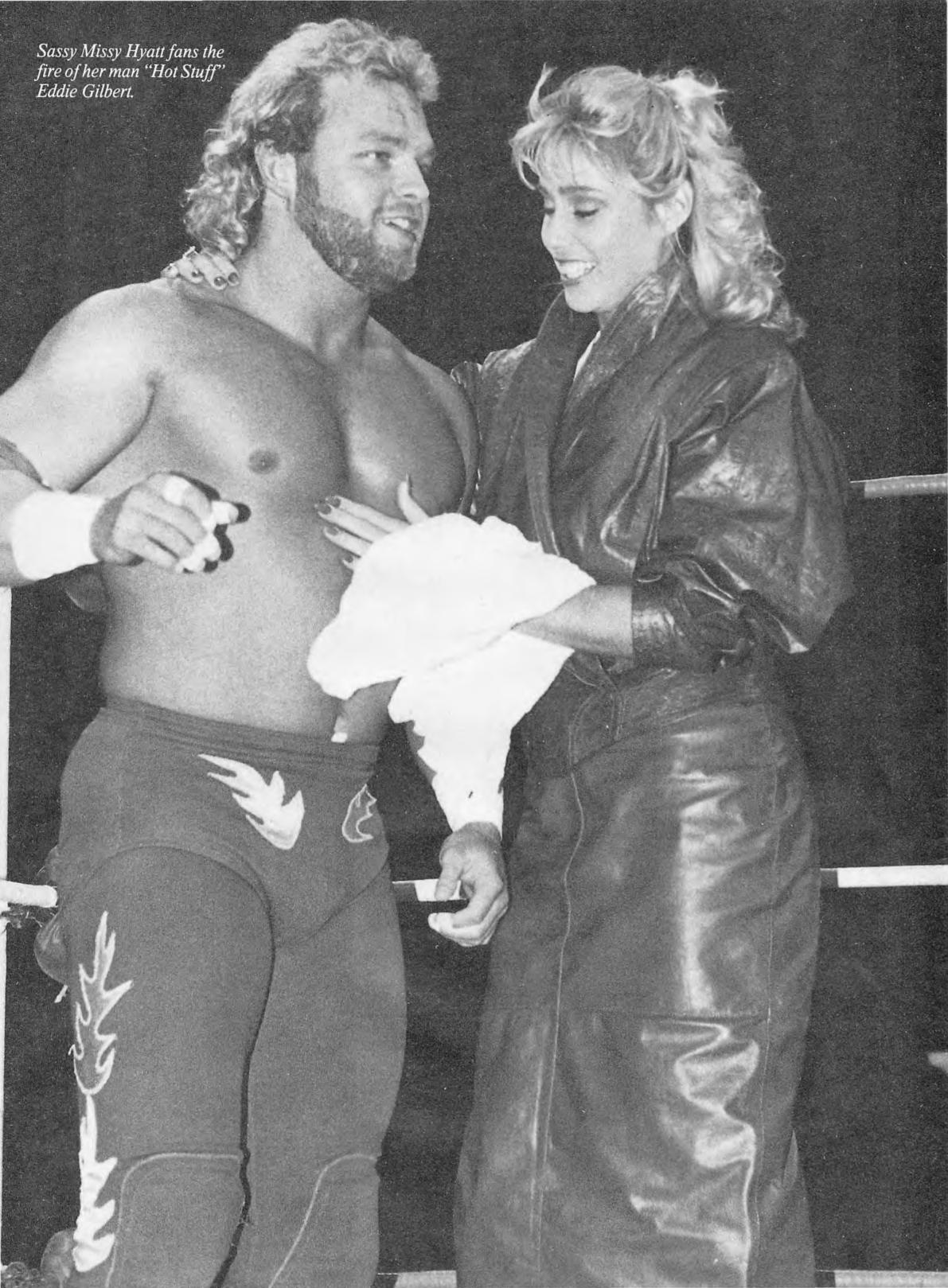
Eddie Gilbert e Missy Hyatt (1987)

Iniziò la sua carriera nel mondo del wrestling nel 1985 quando venne assunta dalla World Class Championship Wrestling (WCCW) in qualità di manager/valletta di John Tatum, con il quale era sentimentalmente legata all'epoca. Presto venne inserita in un feud con un'altra valetta WCCW, Sunshine. La rivalità culminò in un match nel fango svoltosi al Texas Stadium nel 1986.
Successivamente, Hyatt e Tatum lasciarono la WCCW per entrare nella Universal Wrestling Federation. All'epoca, Eddie Gilbert era il leader della stable "Hot Stuff International", gruppo che includeva anche Sting e Rick Steiner. Missy Hyatt formò un'alleanza con il gruppo che venne quindi ribattezzato "H & H International Inc". Poco tempo prima, Hyatt e Gilbert avevano iniziato a frequentarsi e la tal cosa aveva creato dei problemi con Tatum. La Hyatt lasciò Tatum per Gilbert nel 1987, e i due si sposarono poco tempo dopo.

### World Wrestling Federation
Mentre era sotto contratto con la UWF, la Hyatt venne contattata dalla World Wrestling Federation. Vince McMahon voleva infatti che lei sostituisse Roddy Piper e il suo talk show Piper's Pit, con un nuovo segmento chiamato Missy's Manor che lei avrebbe condotto. Alcune puntate dello show furono registrate il 21, 22 marzo e il 23 aprile 1987. L'esperimento fu un disastro totale, e McMahon chiese a Hyatt di riciclarsi come semplice "federette", le ragazze a bordo ring presenti durante i pay-per-view. Missy Hyatt rifiutò sdegnata e tornò nella UWF.

### World Championship Wrestling
Nel 1987, quando la UWF venne acquisita dalla Jim Crockett Promotions del circuito NWA, Missy passò a fare la commentatrice tv, svolgendo di tanto in tanto anche la funzione di manager di Gilbert e degli Steiner Brothers. Da commentatrice presentò il programma WCW Main Event, e restò coinvolta in un feud con Paul E. Dangerously. Il feud portò a diverse sfide tra di loro, inclusa una sfida a braccio di ferro al ppv Clash of the Champions del 30 gennaio 1991, nel quale la Hyatt sconfisse Dangerously. Fattore cruciale nella vittoria della Hyatt fu il mostrare all'arbitro il suo succinto ed attillato top mentre egli stava effettuando il conteggio. Inoltre, Missy ebbe una importante rivalità con Madusa Miceli della Dangerous Alliance per il titolo di "First Lady of WCW". La Hyatt si aggiudicò la contesa sconfiggendo Madusa in un bikini contest al ppv Beach Blast del 1992.
Missy Hyatt tornò a svolgere l'attività di manager nel 1993, per i Nasty Boys. Tra i suoi clienti dell'epoca ci fu anche The Barbarian. Durante un match, la Hyatt saltò dal paletto del ring e le uscì fuori il seno dal top. Quando si recò negli uffici WCW il giorno seguente all'incidente, scoprì che alcuni impiegati avevano attaccato un poster alla parete con l'immagine di lei a seno scoperto. Lamentandosi della cosa con Eric Bischoff, finì per litigare con lui che la licenziò dalla compagnia. Missy fece quindi causa alla WCW per mobbing e molestie sessuali.

### Extreme Championship Wrestling
Nel 1996, Missy Hyatt si unì alla ECW. Divenne la manager di Sandman durante il suo feud con Raven, scontrandosi spesso con la moglie di Sandman, Lori.
Il 22 giugno 1996 durante il ppv della ECW Hardcore Heaven, Paul Varelans venne quasi strangolato sul ring da Taz, in quella che venne pubblicizzata come una "Shoot Fight" (combattimento reale). In realtà si pensa che Varelans abbia accettato di perdere per sottomissione. Nella sua autobiografia, Missy Hyatt ha affermato che Varelans accettò di perdere a condizione che lei gli facesse un "pompino" nel backstage subito dopo il match, ma la Hyatt lo respinse dicendogli che "non faceva pompini ai jobber".

### Circuito indipendente
Quando la Hyatt lasciò la ECW, continuò a lavorare per svariate federazioni del circuito indipendente. Attualmente lavora sin dal 2007 per la Women Superstars Uncensored, dove conduce il segmento Missy's Manor.

### Wrestling Vixxxens
Negli anni 2000 ha creato, insieme ad altre sue colleghe ex-vallette di wrestling, il sito erotico a pagamento www.wrestlingvixxxens.com nel quale vendeva sue foto di nudo molto esplicite. Il sito è poi stato chiuso.

## Wrestler di cui è stata manager/valletta
- John Tatum
- Eddie Gilbert
- Sting
- The Steiner Brothers
- Tom Prichard
- The Nasty Boys
- The Sandman
- Lacey Von Erich
- Angelo Vega
- Dawn Marie
- The Barbarian

## Titoli e riconoscimenti
- !Bang!
  - !BANG! Women's Championship (2)[10][11]
- AWF
  - AWF Heavyweight Champion (1)
- Women Superstars Uncensored
  - WSU Hall of Fame (2009)